# Konstantin Manasij
Konstantin Manasij (srednjeveško grško Κωνσταντῖνος Μανασσῆς, latinizirano: Konstantínos Manassís) je bil bizantinski letopisec, ki je ustvarjal v 12. stoletju med vladanjem bizantinskega cesarja Manuela I. Komnena, * ok. 1130 – ok. 1187. 
Manasij je avtor Synopsis Chronike (grško Σύνοψις Χρονική, poslovenjeno Povzetek kronik), ki opisuje zgodovino od stvarjenja sveta do konca vladanja cesarja Nikeforja III. Botanijata (1081). Pisanje Kronike je sponzorirala cesarjeva svakinja Irena Komnena. Delo je bilo napisano verjetno  okoli leta 1150, se pravi malo pred Irenino smrtjo. Kronika vsebuje okoli 7000 vrstic besedila v političnem stihu. Zaradi priljubljenosti je bila zato prestavljena v nevezano besedilo in v 14. stoletju prevedena v bolgarščino.
Leta 1313 je bil objavljen arabski prevod Kronike, ki ga zdaj hrani Britanski muzej.
Manasij je napisal tudi pesniško romanco Ljubezen Aristandra in Kaliteje, tudi to v političnem stihu. Pesnitev je znana samo v odlomkih, ki so se ohranili v rožnem vrtu  Makarija Krizocefala (14. stoletje). Razen tega je napisal tudi kratko biografijo grško-rimskega pesnika Opijana pripovedi z umetniško in drugo vsebino, od katerih je objavljena samo ena.